# The Smiths
Cet article concerne le groupe de musique. Pour l'album de ce groupe, voir The Smiths.
Pour les articles homonymes, voir Smiths.
The Smiths [ðə smɪθs] est un groupe anglais de rock créé à Manchester en 1982 par Morrissey, chanteur et parolier, et Johnny Marr en tant que compositeur et guitariste. Le duo fut ensuite rejoint par Mike Joyce à la batterie et Andy Rourke, mort le 19 mai 2023, à la basse. Le groupe se sépare en 1987.

## Biographie
Morrissey et Johnny Marr (de son vrai nom Johnny Maher qu'il changea pour ne pas être confondu avec le batteur des Buzzcocks) se rencontrent le 20 mai 1982 au domicile de Morrissey, à Stretford (384, Kings Road). Marr cherche un bon parolier, voire un chanteur, pour le groupe qu’il veut monter et se décide à rendre visite à Morrissey dont il connaît les textes de chansons par l'intermédiaire d'un ami, Billy Duffy, futur guitariste de The Cult et ancien membre d'un groupe dont Morrissey était le chanteur, The Nosebleeds. Morrissey lui présente quelques textes qu’il a écrits, dont Suffer Little Children, un texte trouble inspiré des meurtres de la lande. Après avoir enregistré plusieurs maquettes avec Simon Wolstencroft (futur membre de The Fall) à la batterie, Morrissey et Marr recrutent le batteur Mike Joyce à l'automne de 1982. Joyce avait été autrefois membre des groupes de punk The Hoax et Victim. Ils recrutent comme bassiste Dale Hibbert, qui fournit au groupe l'usage du studio où il travaillait comme ingénieur d'enregistrement. De l'avis de Marr, ni la personnalité ni le style musical d'Hibbert ne sont bien adaptés au groupe. Ce dernier est remplacé après le premier concert du groupe, concert ayant lieu au Manchester Ritz le 4 octobre 1982, par un ami de Marr, Andy Rourke. Le groupe s’appellera The Smiths. Selon Marr: « Nous voulions un nom très normal... pas quelque chose qui aurait sonné comme les hommes de l'espace ou ce genre de connerie ».
Morrissey s’improvisant chanteur, le quatuor se produit pour la première fois en public. Leur premier single, Hand in Glove, est publié en mai 1983 sur le label indépendant Rough Trade. Il est suivi de This Charming Man, numéro 25 au hit-parade britannique en novembre 1983, et What Difference Does It Make?, numéro 12 en janvier 1984. En février 1984, leur premier album, simplement baptisé The Smiths, se vend à 300 000 exemplaires, prenant la seconde place des charts britanniques. Deux chansons, Reel Around the Fountain et The Hand That Rocks the Cradle sont controversées, parce que certains tabloïds prétendent qu'elles évoquent la pédophilie, une affirmation vigoureusement démentie par le groupe. L'album est suivi la même année par les singles Heaven Knows I'm Miserable Now (le premier top-ten hit de The Smiths) et William, It Was Really Nothing, qui présente How Soon Is Now? sur sa face B.
Le groupe tourne beaucoup au Royaume-Uni mais rarement en Europe (les concerts à Paris le 9 mai 1984, à l’Eldorado, puis le 1er décembre 1984 au Parc des Expositions, Porte de Versailles, sont les seules dates françaises dans l’histoire des Smiths).
Vers la fin de 1984, The Smiths sortent une première compilation, Hatful of Hollow, comprenant des singles, des faces B et des chansons enregistrées pour la BBC. The Smiths est élu meilleur groupe de l’année 1984 par les lecteurs du NME (titre que prend le groupe chaque année jusqu'à sa disparition en 1987).
En 1985, le groupe publie son deuxième album, Meat Is Murder. Cette année, le groupe entreprend de longues tournées au Royaume-Uni et aux États-Unis, et enregistre son prochain album studio, The Queen Is Dead. Cependant, le groupe rencontre des difficultés. Un litige avec Rough Trade retarde l'album, achevé en novembre 1985, de près de sept mois, et Marr commence à éprouver du stress en raison d'un calendrier épuisant : beaucoup d'enregistrements et de tournées. Il dira plus tard : «J'étais très malade... Je buvais plus que je ne pouvais gérer». Andy Rourke est licencié du groupe au début de 1986 en raison de sa consommation d'héroïne. Il reçoit l'avis de son licenciement par un post-it collé au pare-brise de sa voiture: «Andy... Tu quittes les Smiths. Au revoir et bonne chance, Morrissey».
Rourke est remplacé comme bassiste par Craig Gannon (ancien guitariste d'Aztec Camera et de The Bluebells), mais est rétabli après une quinzaine de jours. Comme quintet, avec Gannon sur guitare rythmique, The Smiths enregistre les singles Panic et Ask (ce dernier avec Kirsty MacColl sur chœurs), et fait des concerts au Royaume-Uni et aux États-Unis. Gannon quitte le groupe en octobre 1986.
The Queen Is Dead voit le jour en juin 1986 avec Alain Delon sur la pochette de l'album. Fin 1986, le groupe change de label et rejoint EMI, bien qu'il ne publie jamais pour eux. Mais pour EMI, le début de l’année 1987 s’annonce fort mal. Les Smiths sortent bien deux nouveaux singles (Shoplifters of the World Unite en janvier ainsi que Sheila Take a Bow en avril), se produisent au Festival de San Remo en mai, mais il semble que Johnny Marr soit déjà ailleurs. Le guitariste se sent étouffé dans un groupe désormais focalisé autour de la personnalité de Morrissey. Son enthousiasme pour la dance, l’electro ne trouve pas de terrain d’expression : « Les Smiths étaient devenus un genre de club où toutes nouvelles influences étaient déconsidérées, voire taboues » confiera-t-il à Johnny Rogan pour son livre sur les Smiths Morrissey and Marr, the Severed Alliance (1992). Le 8 août 1987, Johnny Marr annonce qu’il quitte le groupe en adressant un message au NME : « Ce qui par le passé me rendait heureux me rend malheureux, j’ai dû m’en aller ». C’est donc à titre « posthume » que sort le 28 septembre 1987, Strangeways, Here We Come.  En guise d'épitaphe, le groupe décidera d'un commun accord de sortir un album live Rank (1988) tiré d'un concert donné au National Ballroom de Kilburn le 23 octobre 1986.

## Héritage
The Smiths est l'un des groupes les plus célébrés dans le panthéon du rock britannique. Selon la BBC, il est « le groupe qui inspire une dévotion plus profonde que n'importe quel groupe britannique depuis les Beatles ». Selon le journaliste musical Simon Goddard, il est « le groupe de guitare le plus influent des années 1980 ». En 2002, The Smiths sont nommés artiste musical le plus important de tous les temps dans un sondage réalisé par le NME. En 2013, The Queen Is Dead est élu meilleur album de tous les temps par le même hebdomadaire. Dans les deux cas, The Beatles prennent la deuxième place. En 1996, The Queen Is Dead est élu meilleur album de la décennie 1986-1996 par les inrockuptibles et font un album-hommage, The Smiths Is Dead.

## L'après Smiths

### Johnny Marr
Le groupe se sépare l’année suivante après le départ de Johnny Marr, qui accompagnera différents artistes pendant les deux années suivantes (Midge Ure, Kirsty MacColl, The Pretenders, Talking Heads, Pet Shop Boys) avant de rejoindre The The (album Mind Bomb en 1989, Dusk en 1993) puis de fonder le groupe Electronic avec Bernard Sumner, musicien des groupes Joy Division et New Order, et Neil Tennant, membre du groupe Pet Shop Boys. Le single Getting away with it sera un succès. Première tentative en tant que chanteur sous le nom de Johnny and the Healers avec l’album Boomslang en février 2004 (concert parisien au Trabendo le 28 mars 2004). Johnny Marr s'est illustré début 2006 en prenant en charge les arrangements sonores de l'album Fictions de Jane Birkin. Il a ensuite rejoint le groupe Modest Mouse dont il a composé certains morceaux de l'album We Were Dead Before the Ship Even Sank. En 2008, il rejoint les frères Jarman et The Cribs, avec lesquels il participe à l'enregistrement de l'album "Ignore the ignorant" sorti en 2009.

### Morrissey en solo
Morrissey encaisse difficilement le coup mais, avec Stephen Street, producteur des Smiths, comme nouveau compositeur et le remarquable musicien Vini Reilly du groupe The Durutti Column  
comme guitariste, il entame une carrière solo dès le printemps 1988 en sortant l'album Viva Hate d’où sont tirés les singles Suedehead et Everyday is like Sunday. L’album suivant, en 1991, Kill Uncle (plaidoyer anti-américain), enregistré avec le guitariste Mark E. Nevin du groupe Fairground Attraction, est mal accueilli et il semble bien que la carrière de Morrissey soit derrière lui. À la même époque, Andy Rourke et Mike Joyce attaquent Morrissey et Marr arguant qu’ils ne touchaient que 10 % des gains chacun, contre 40 % à chaque compositeur (ils auront finalement gain de cause). Mais avec Your Arsenal, aux tonalités rockabilly (grâce à l'apport des guitaristes et compositeurs Boz Boorer et Alain Whyte) et glam-rock (via Mick Ronson, ex-guitariste de David Bowie dans la première partie des années 1970 à l'époque de Ziggy Stardust, et producteur de l'album), Morrissey revient au premier plan (I know it’s gonna happen someday sera même repris par David Bowie). En 1994, le succès est à nouveau au rendez-vous avec Vauxhall and I et le single Interlude enregistré en duo avec la chanteuse Siouxsie. Les deux albums suivants, Southpaw Grammar (sur RCA) et Maladjusted (sur Island) sont des semi-échecs commerciaux, la veine créative de Morrissey semblant tarie selon certains journalistes. 2004 : Morrissey, désormais installé à Los Angeles, effectue un come-back réussi avec l’album You Are the Quarry sur le label Sanctuary Records. Un live Morrissey Live at Earls Court est paru début 2005, reprenant des titres des Smiths et de sa carrière solo. 
Enfin, un nouvel album, Ringleader Of The Tormentors avec la participation de Tony Visconti (Bowie, T.Rex, Sparks, Rita Mitsouko) et d'Ennio Morricone, sort le 4 avril 2006, puis en février 2009 Years of Refusal, avec pour premier single extrait I'm Throwing My Arms Around Paris. En juillet 2014, Morrissey revient sur le devant de la scène avec un album enregistré dans le Sud de la France, et bien accueilli par la critique, World Peace is None Of Your Business.

## Membres
Membres principaux
- Morrissey – chants (1982–1987)
- Johnny Marr – guitare, piano, harmonica, claviers (1982–1987); chœurs (1982–1983)
- Andy Rourke – basse (1982–1986, 1986–1987)
- Mike Joyce – batterie (1982–1987)

Autre membres
- Steven Pomfret – guitare (1982)
- Dale Hibbert – basse (1982)
- Craig Gannon – basse (1986); guitare (1986)
- Ivor Perry – guitare (1987)

## Discographie

### Albums enregistrés en studio
- The Smiths – Rough Trade ROUGH61 - février 1984
- Meat Is Murder – Rough Trade ROUGH81 – février 1985
- The Queen Is Dead – Rough Trade ROUGH96 – juin 1986
- Strangeways, Here We Come - Rough Trade ROUGH106 – septembre 1987

### Albums enregistrés en public
- Rank – Live at Kilburn National Ballroom (23/10/1986) – Rough Trade ROUGH126 – septembre 1988
- The Peel Sessions (BBC, mai 1984) – Strange Fruit SF PS 055 – octobre 1988

### Compilations
- Hatful of Hollow – Rough Trade ROUGH76 – novembre 1984
- The World Won’t Listen – Rough Trade ROUGH101 – mars 1987
- Louder Than Bombs – Sire 9 25568-1 – avril 1987
- The Sound of The Smiths (en) - novembre 2008

## Vidéographie
- 1992 - The Complete Picture (Compilation clips vidéo de 1983 à 1987)
- 2011 - You've Got Everything Now: Tv Performances 1983-1987 (Compilation de leurs prestations télévisées de 1983 à 1987)

## Hommages et reprises
- En 1996, pour célébrer les dix ans de ce qu'ils qualifièrent de « meilleur album des années 1980 », le magazine les Inrockuptibles publie une version de l'album The Queen Is Dead intitulé The Smiths Is Dead où l'ensemble des morceaux sont repris dans l'ordre par des groupes des années 1990.
- Jeff Buckley a repris plusieurs chansons du groupe, dont I Know It's Over et The Boy With The Thorn In His Side présentes toutes deux sur l'album posthume You and I.

Eurythmics reprend Last night i dreamt that somebody loved me en 1989.
- La chanson How Soon Is Now? a été reprise par Love Spit Love, version que l'on retrouvera dans le film Dangereuse alliance et qui servira de générique à la série télévisée Charmed.
- La chanson How Soon Is Now? est citée dans le livre Eleanor & Park de Rainbow Rowell, c'est la première chanson des Smiths que Park fait découvrir à Eleanor.
- La chanson Asleep a été reprise par Emily Browning, pour la bande sonore du film Sucker Punch.
- La chanson Asleep a été écrite pour un ami du groupe atteint du SIDA. La chanson parle de la solitude qui accompagne les derniers instants d'une personne mourante, et de son désir de mourir pour aller dans un monde meilleur. « Chante-moi une berceuse, chante-moi une berceuse et ensuite laisse-moi seul, n'essaie pas de me réveiller demain matin car je serai parti. Ne sois pas triste pour moi car je veux que tu saches, que du fond de mon cœur... je serai si heureux de m'en aller ».
- La chanson Asleep fait partie de la playlist de Charlie, le personnage principal du film le Monde de Charlie.
- La chanson Please, Please, Please, Let Me Get What I Want est évoquée dans le film 500 jours ensemble. Le premier point commun que se trouvent Summer et Tom est leur passion pour les Smiths. Summer fredonne There is a light that never goes out dans l’ascenseur.
- La chanson Please, Please, Please Let Me Get What I Want, reprise par le groupe The Dream Academy, est jouée dans la scène du musée dans le film la Folle Journée de Ferris Bueller de John Hughes, sorti en 1986.
- Le groupe autrichien Mika a une chanson qui se nomme Now I Know How Morrissey Felt rappelant la phrase Now I know how Joan of Arc felt dans le titre Bigmouth Strikes Again[16].
- Le groupe At The Drive-In (post-hardcore), propose une reprise de This Night Has Opened My Eyes sur la compilation This Station Is Non-Operational en 2005.
- Dans le film Bumblebee sorti en 2018, Charlie, interprétée par l'actrice Hailee Steinfeld, porte un tee-shirt à l'effigie du groupe. Deux chansons du groupe figurent également dans la bande originale de ce film.
- Dans le film The Killer sorti en 2023, le tueur interprété par l'acteur Michael Fassbender, écoute "The Smiths" pour se concentrer et ralentir son rythme cardiaque pour ne pas manquer sa cible[17].
- Le groupe The Killers a repris à diverses reprises des titres des Smiths en concert, dont en 2023 avec Johnny Marr à la guitare, accompagnant le groupe en première partie pour une tournée américaine.